# Axelsberg (tunnelbanestation)
Axelsberg är en tunnelbanestation längs Stockholms tunnelbana. Den trafikeras av T-bana 2 (röda linjen) och ligger mellan stationerna Örnsberg och Mälarhöjden. Stationen ligger mellan Axelsbergs torg och Selmedalsvägen. Avståndet från station Slussen är 6,4 kilometer. Stationen togs i bruk den 16 maj 1965.

## Beskrivning
Stationen består av en plattform utomhus med entré från den östra änden. Plattformen ligger i ett öppet schakt. I början av 2000-talet fanns planer på att plattformen skulle byggas över med ett antal bostadskvarter med fasader mot Selmedalsvägen. Planerna ändrades 2015 och det var då inte längre aktuellt att förändra plattformen.
Stationsnamnet är utformat i glas, betong, sand och järn i form av höga bokstäver utformade av Leif Bolter, Veine Johansson, Inga Modén och Gösta Wessel, från 1983. Den konstnärliga utsmyckningen kompletterades 1999 med klinkerklädda väggar, formgivna av Gösta Wessel.

## Bildgalleri

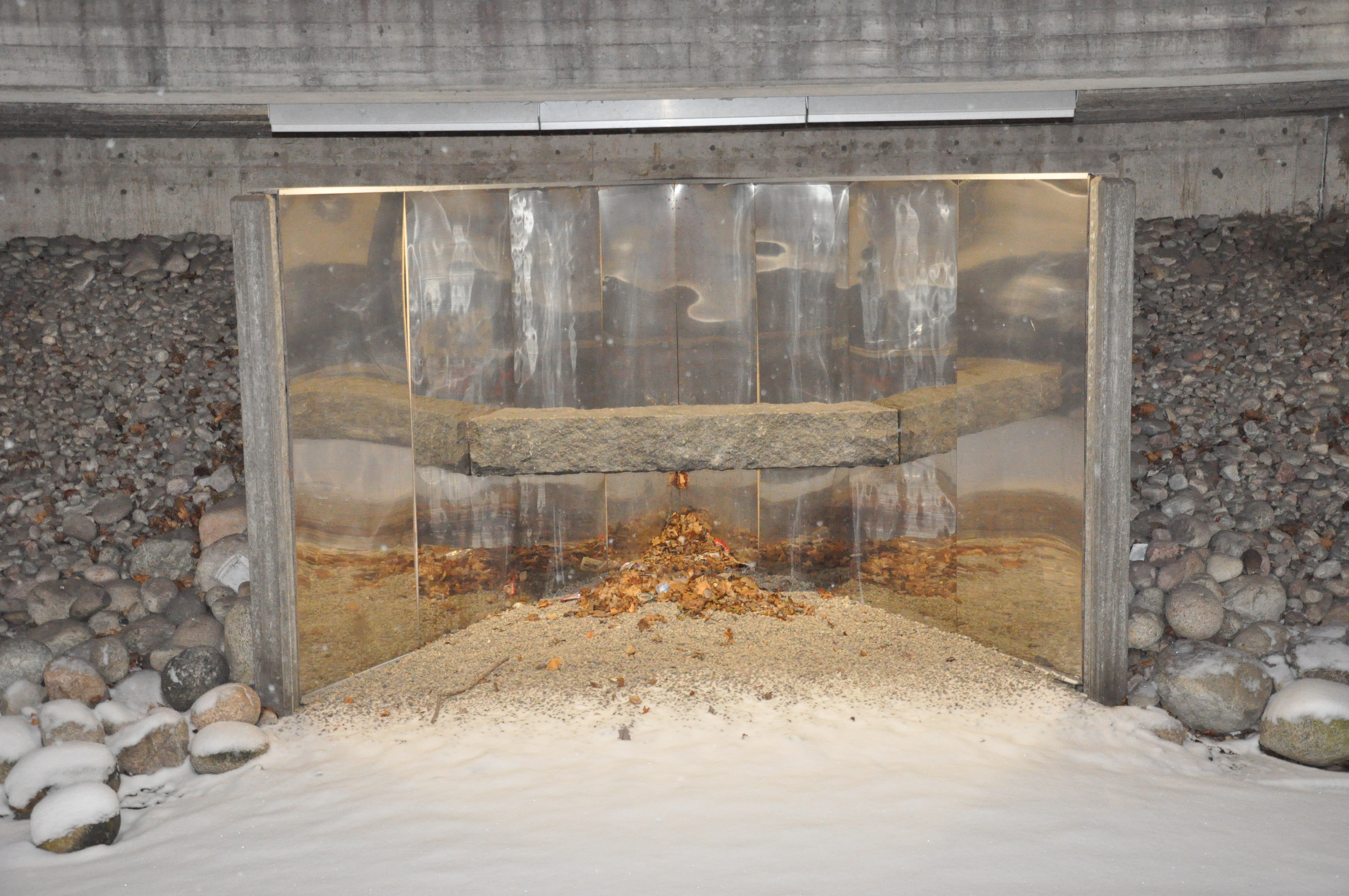
A
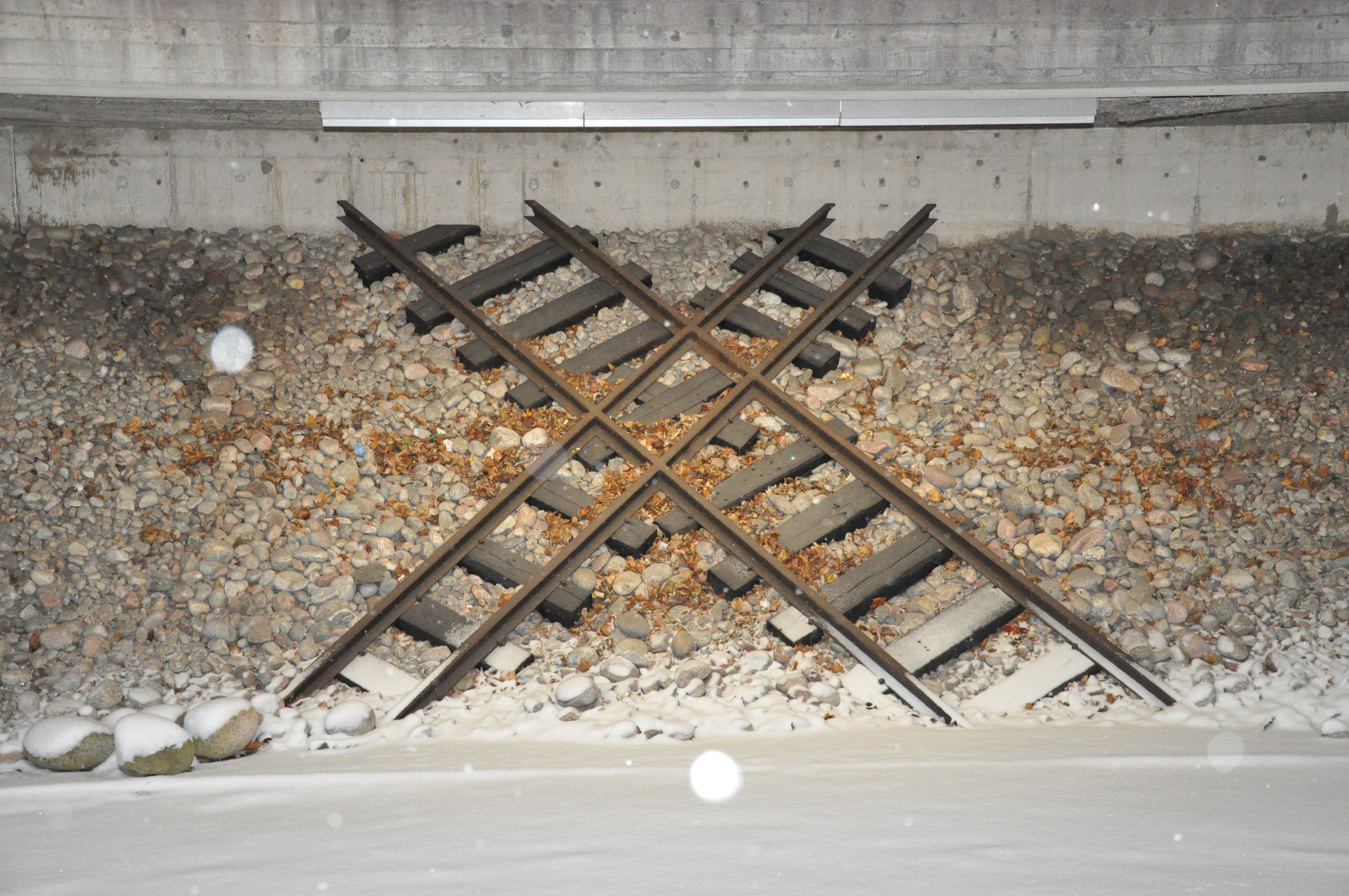
X
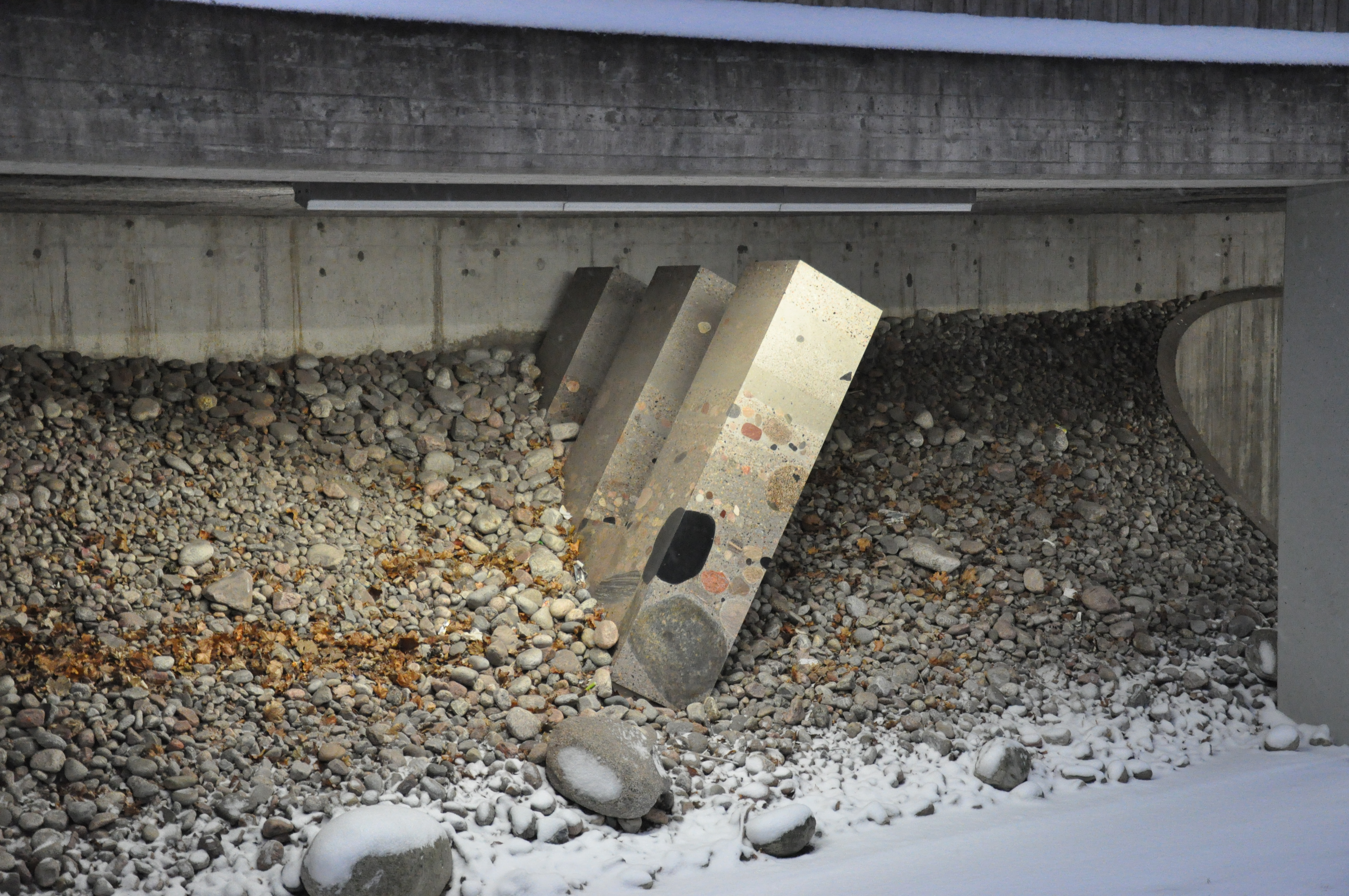
E
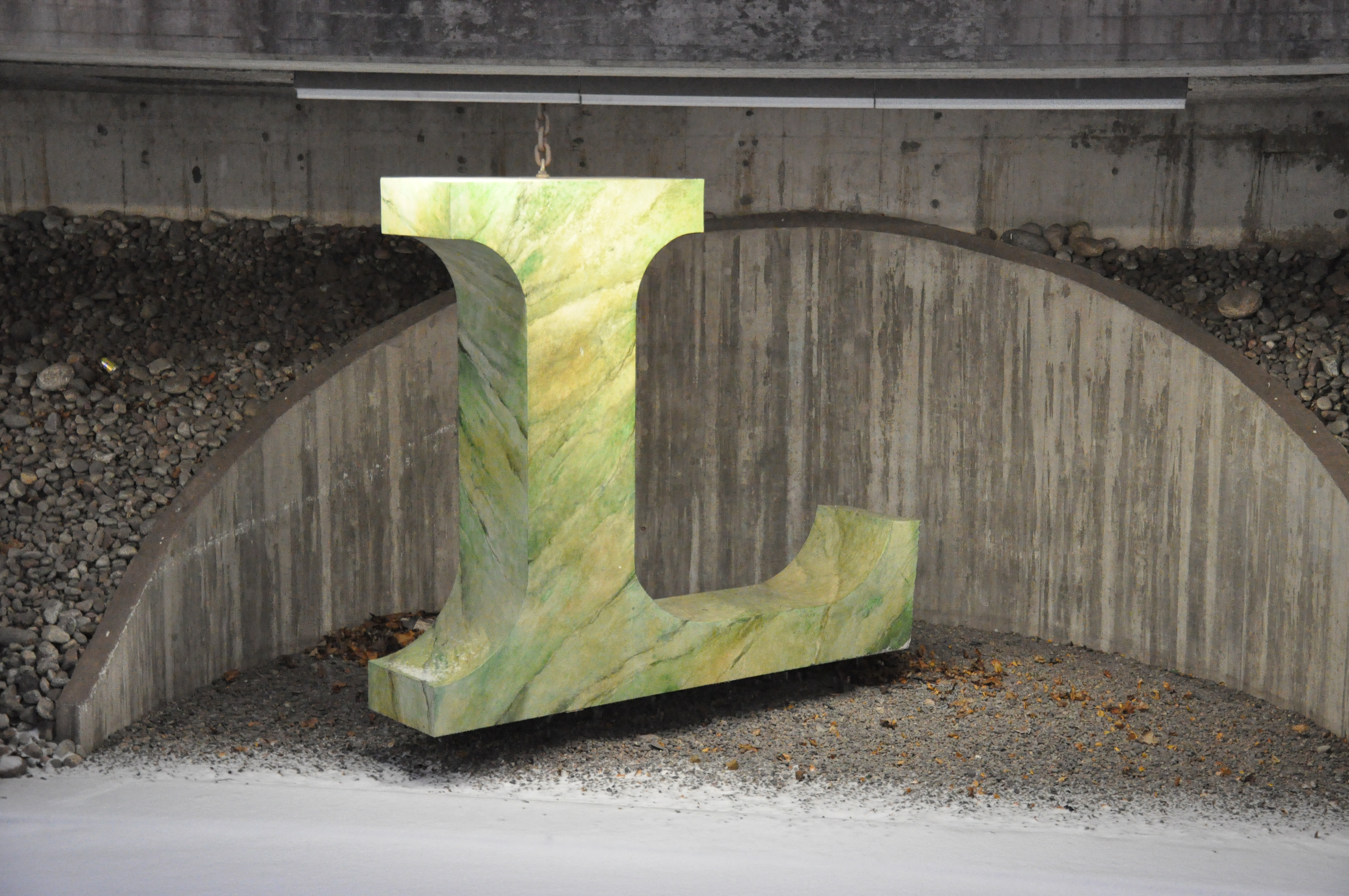
L
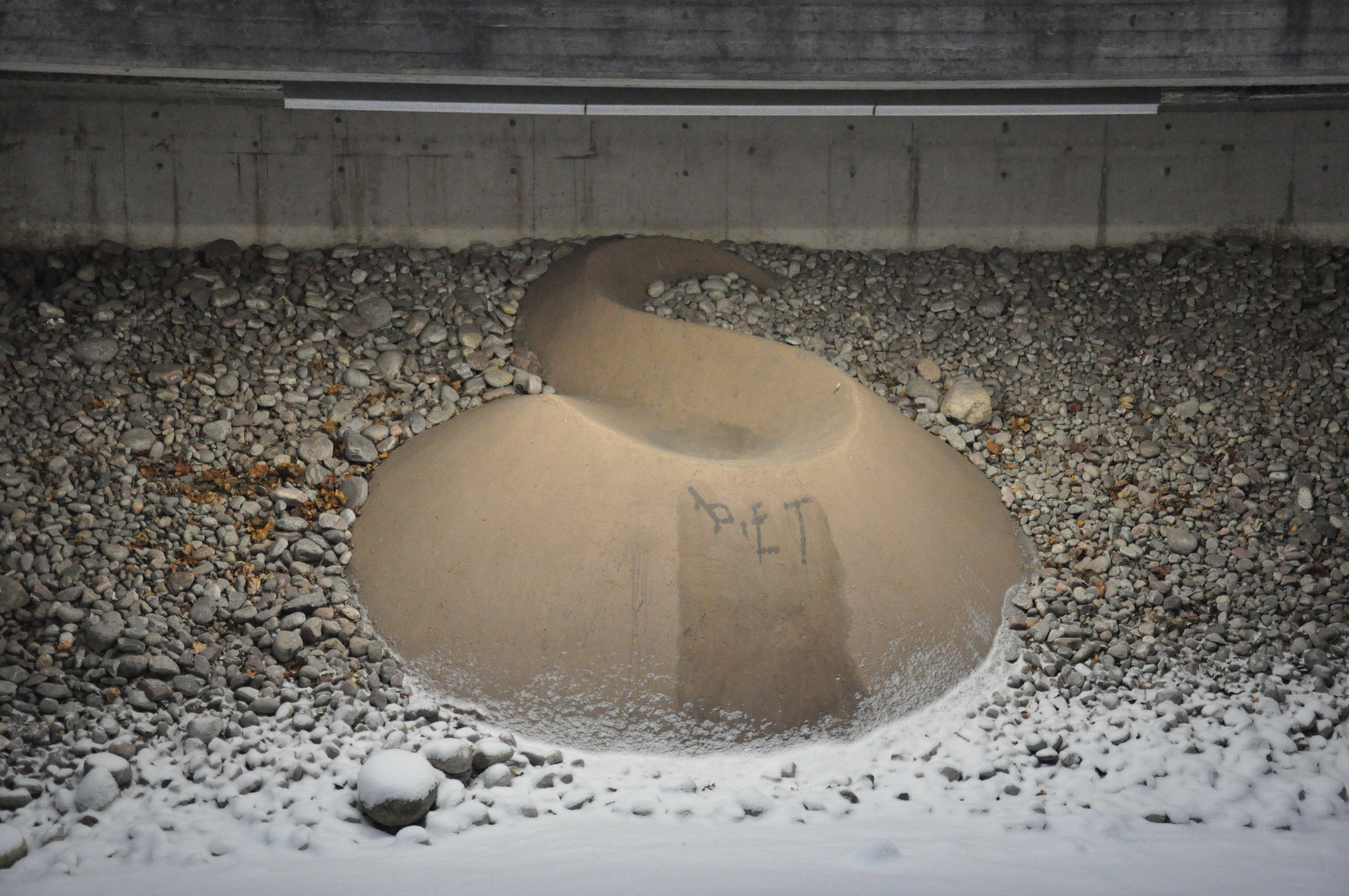
S
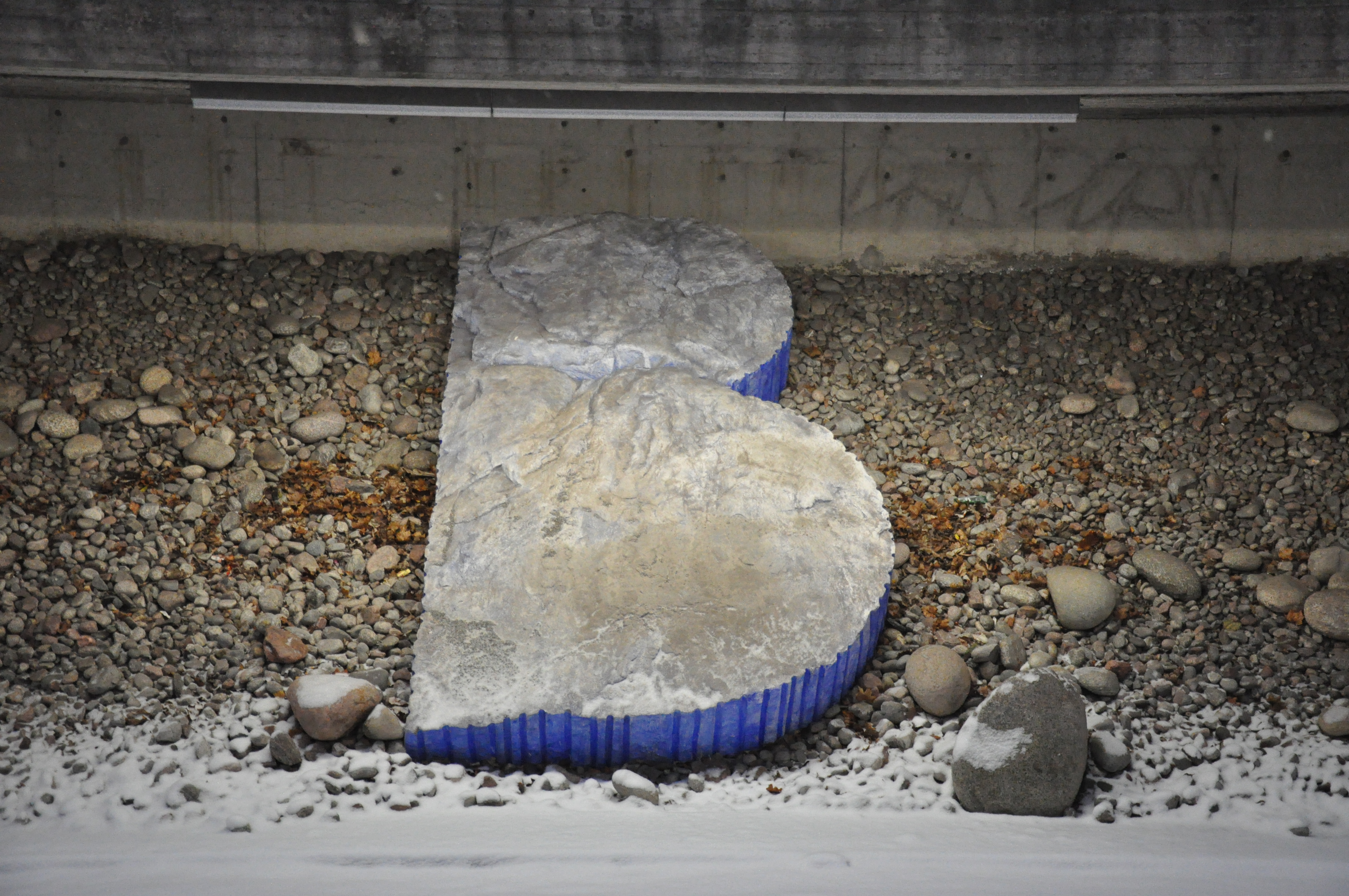
B
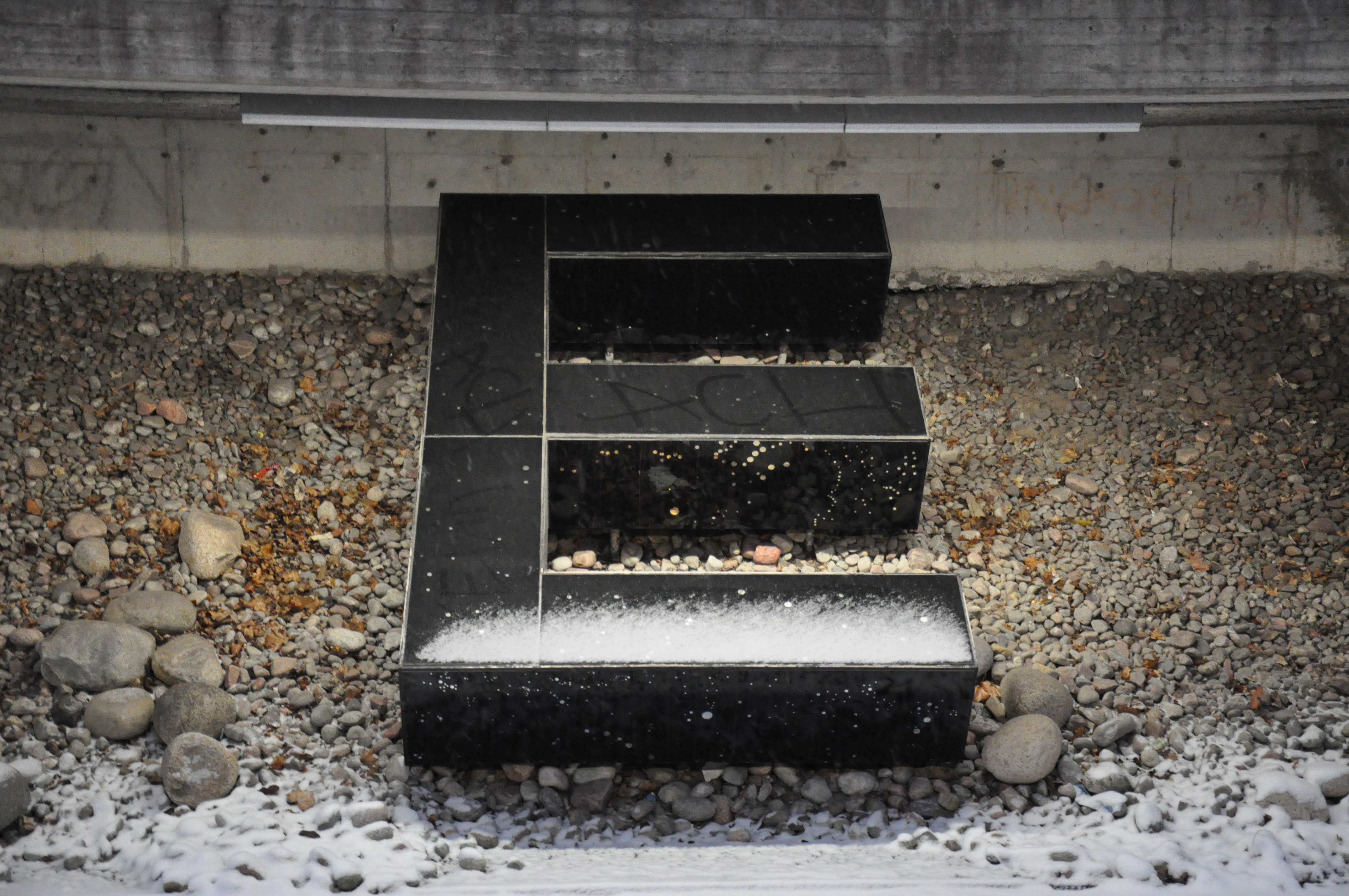
E
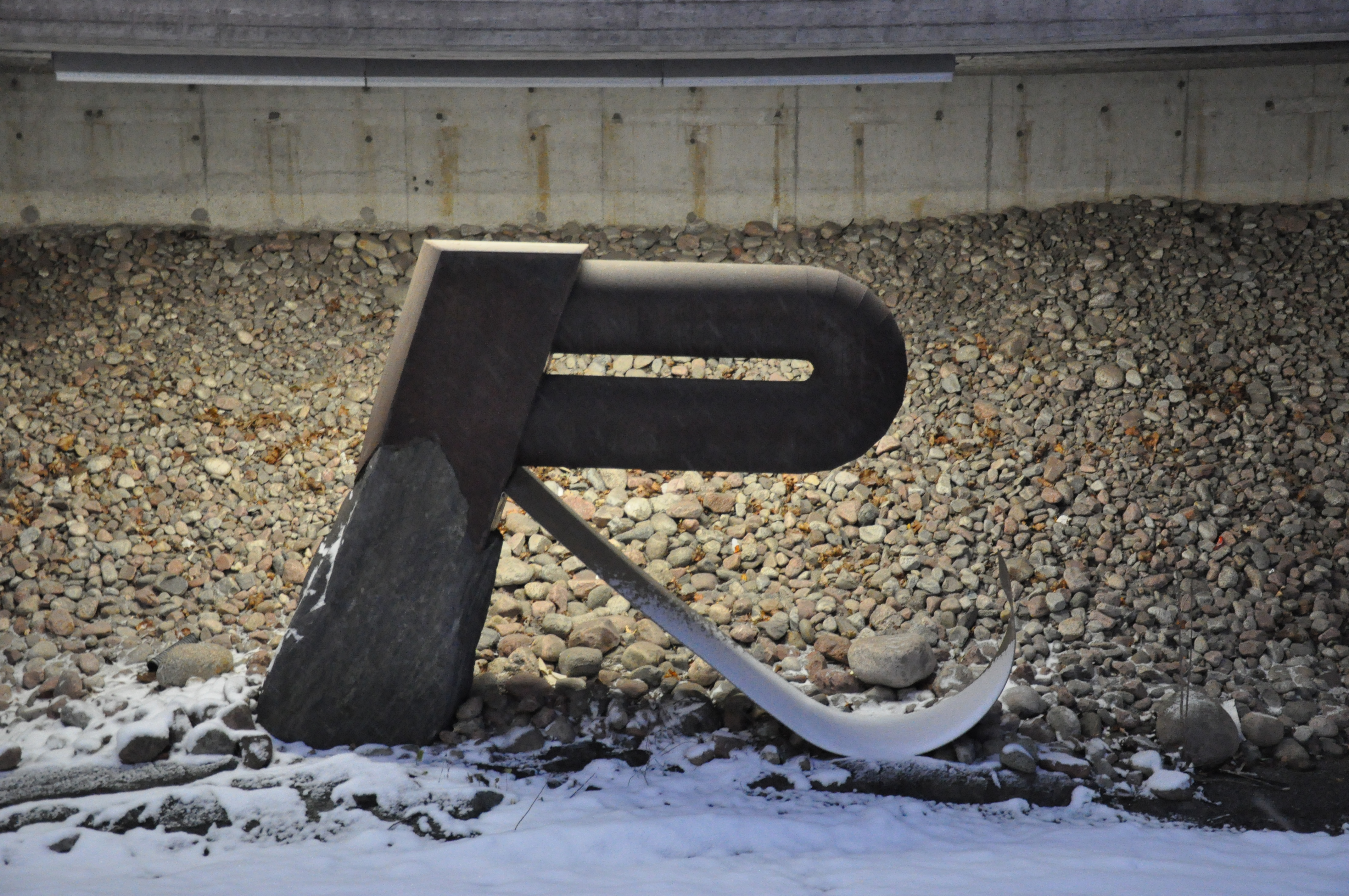
R
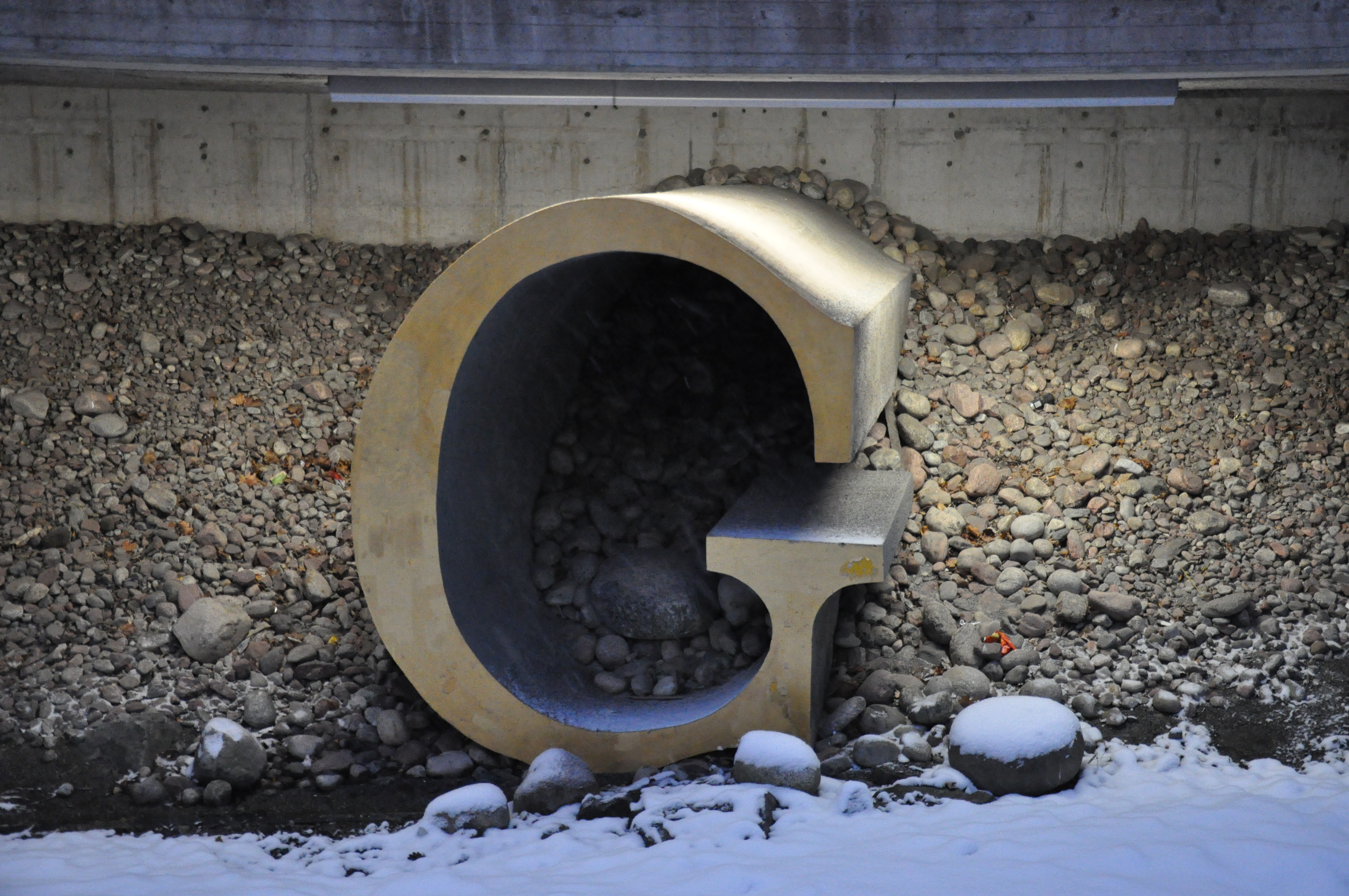
G
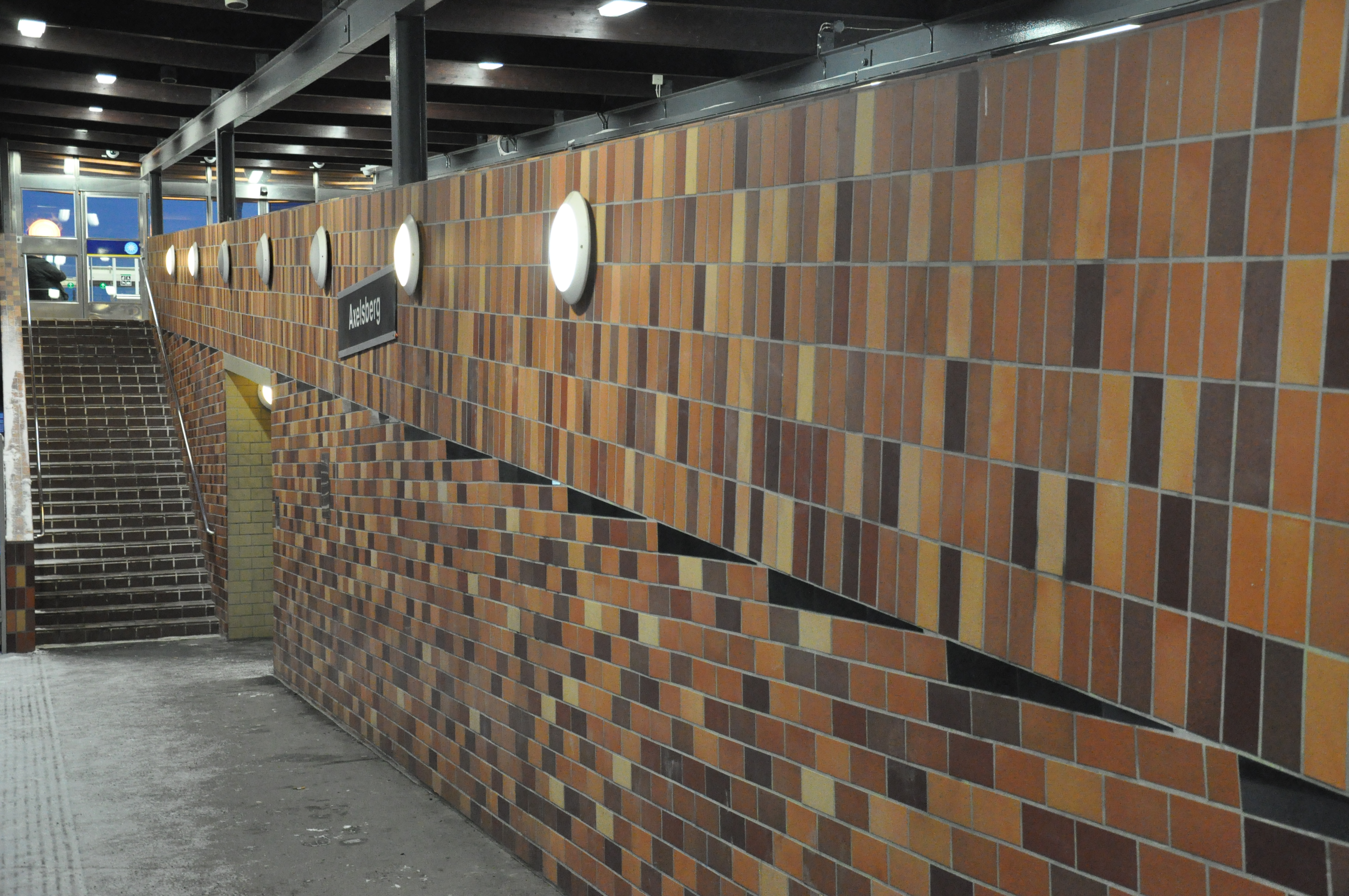
Klinkerklädd rampvägg, formgiven av Gösta Wessel
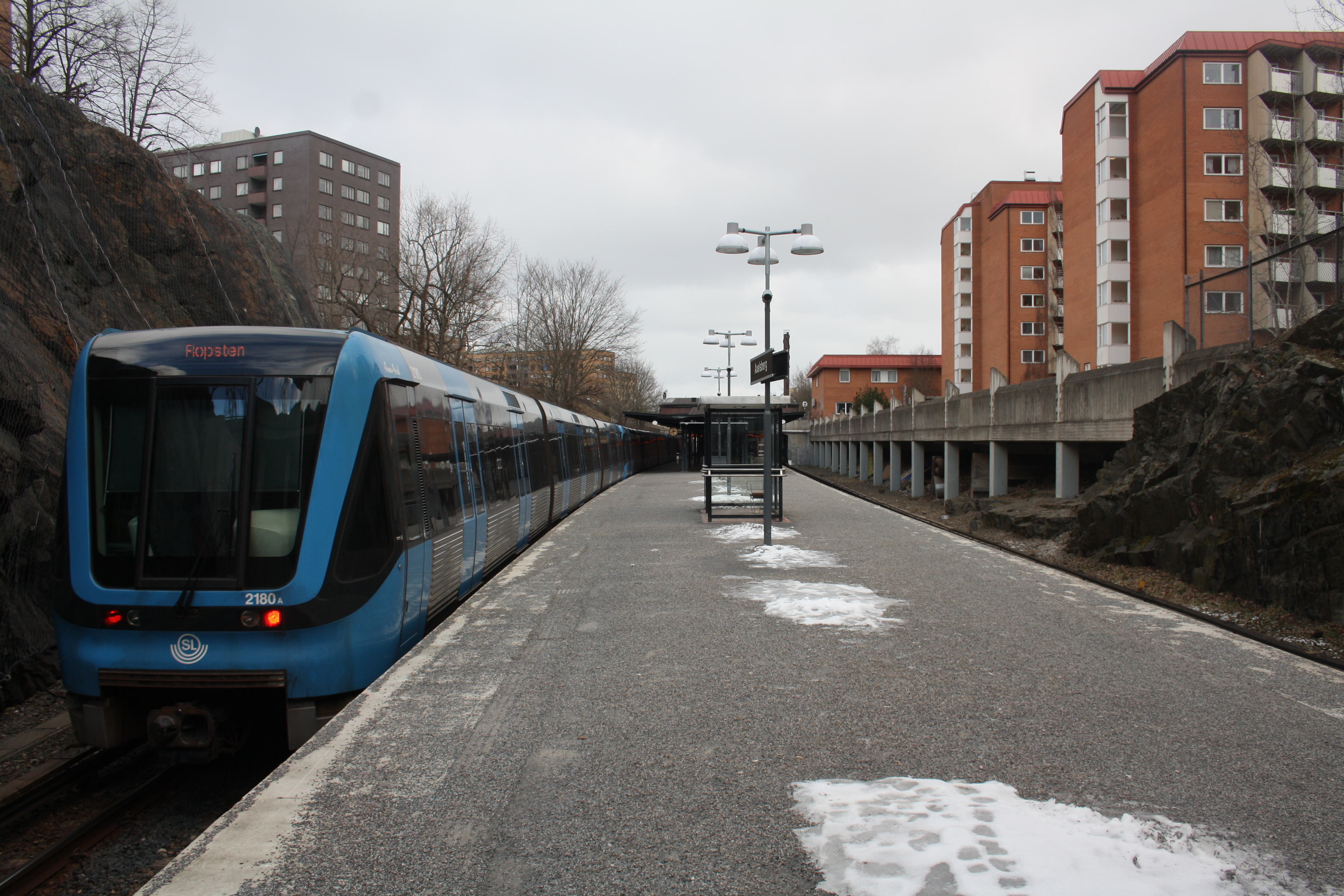
Perrongen
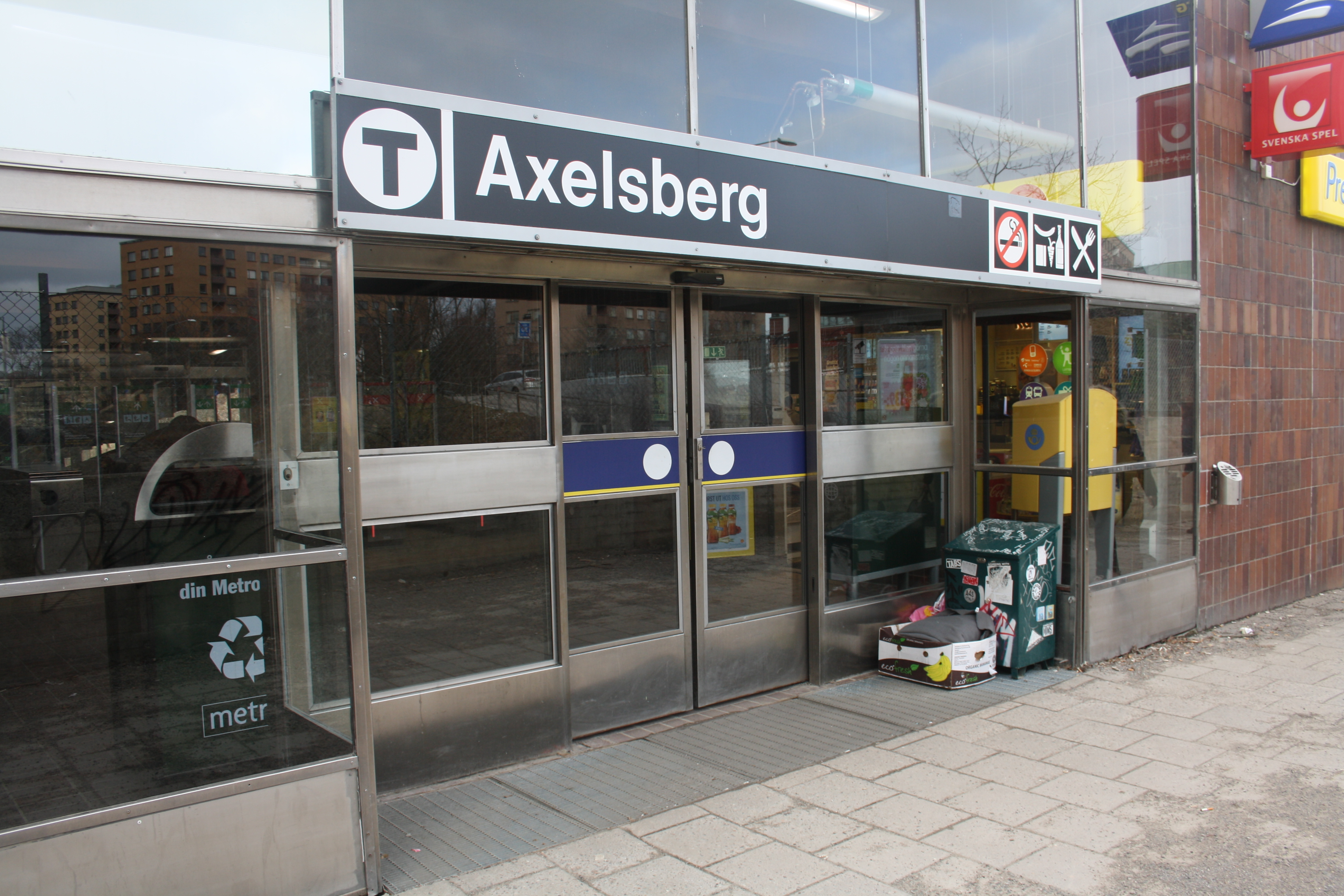
Stationen, mars 2019
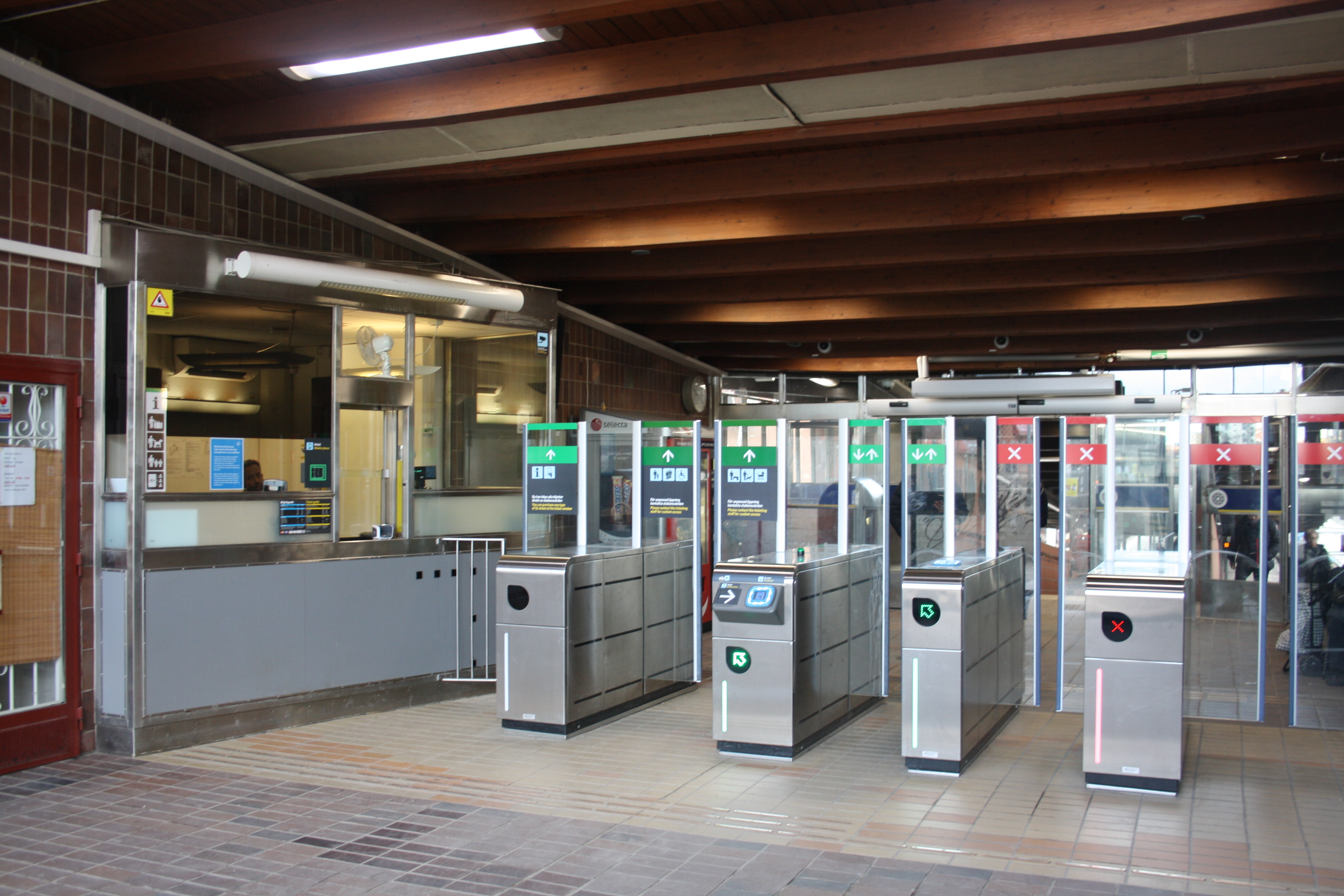
Biljetthallen
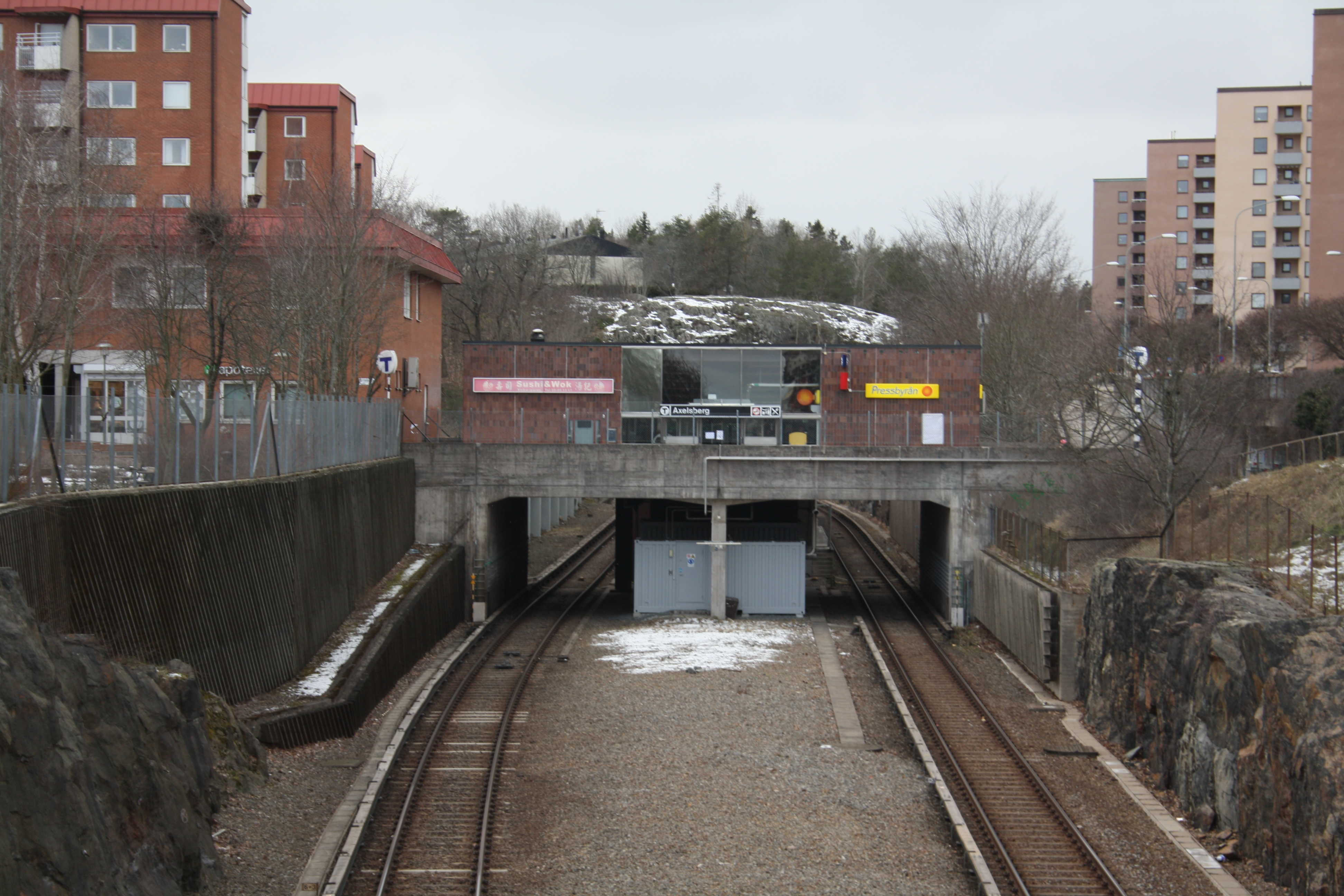
Stationen
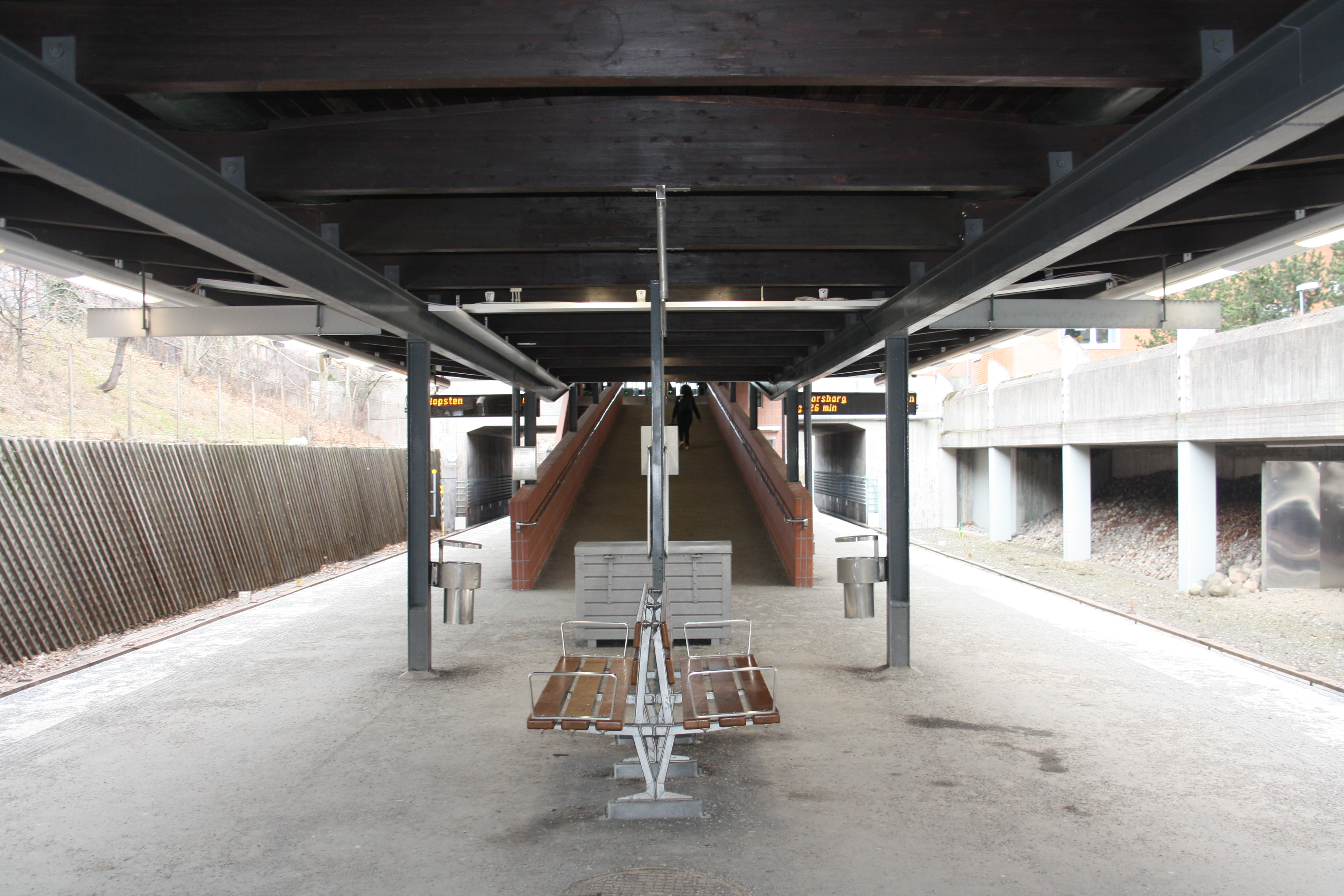
Perrongen
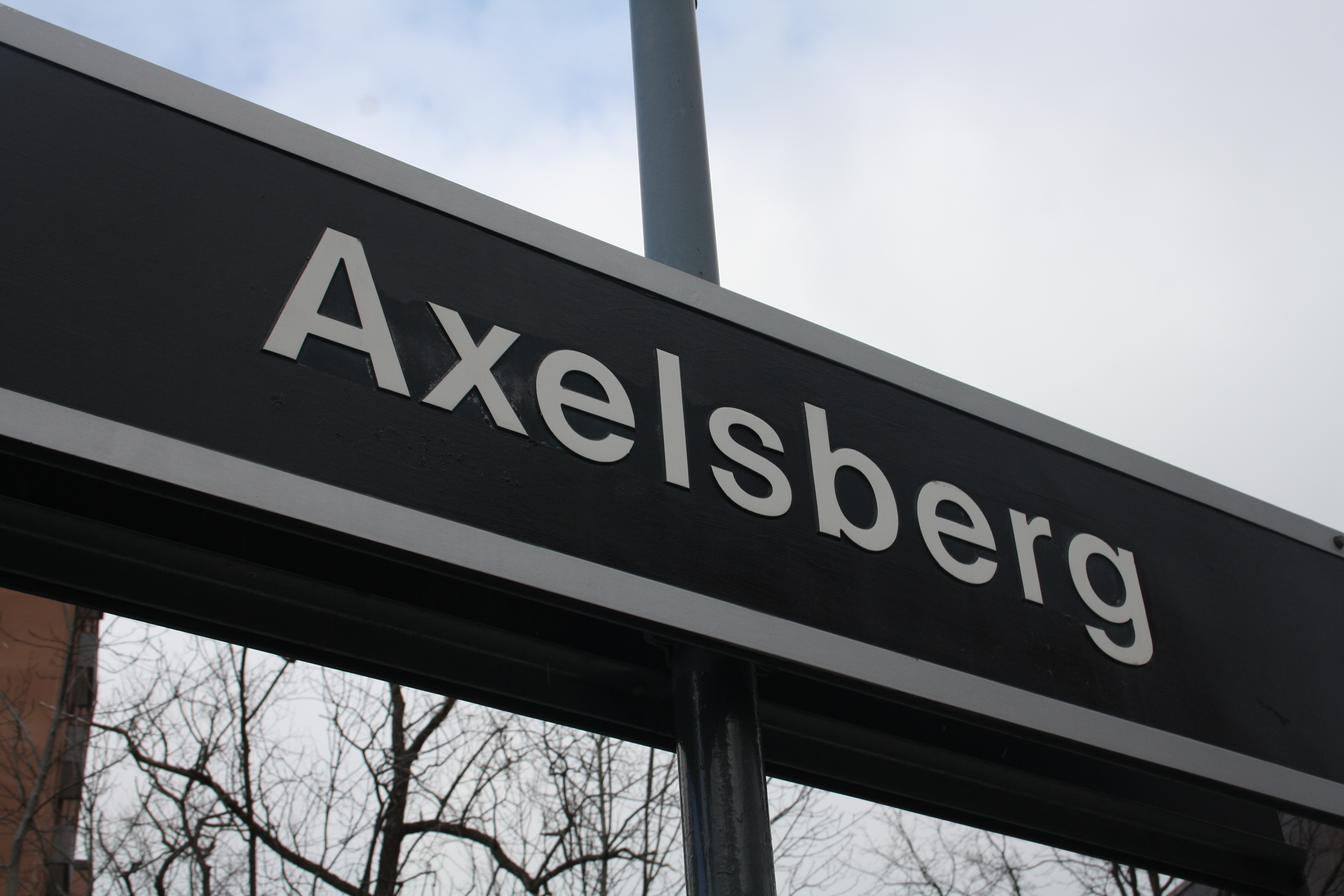
Stationsskylt